# Uraarachne longa
Uraarachne longa är en spindelart som beskrevs av Eugen von Keyserling 1880. Uraarachne longa ingår i släktet Uraarachne och familjen krabbspindlar. Inga underarter finns listade i Catalogue of Life.